# Goethe (1913)
Goethe — речной пассажирский колёсный теплоход с боковым расположением гребных колёс. Построен как пароход на верфи Gebrüder Sachsenberg в Кёльне Германия в 1913 году и проработал с паровой машиной до 5 августа 2008 года. В 2009 году самый большой пароход с боковым колесом в мире (по состоянию на 2008 год) снабдили, несмотря на массовые протесты, более экономичным дизельным приводом и поставили под более экономичный мальтийский флаг. Эксплуатируется компанией Köln-Düsseldorfer Deutsche Rheinschiffahrt на Рейне на линии Кобленц —Рюдесхайм-на-Рейне в  Германии. 

## История судна
- Схема судна Goethe